# Dalasi
Dalasi (kod ISO 4217: GMD) – jednostka monetarna Gambii. Dzieli się na 100 bututów.
W 1971 dalasi zastąpiło funta gambijskiego jako oficjalną walutę Gambii. Kursie wymiany ustalony został na poziomie: 1 GMD = 0,4 funta = 4 szylingi. Obecnie w obiegu znajdują się monety o nominale 25 i 50 bututów oraz 1 dalasi. Banknoty: 5, 10, 20, 25, 50, 100, 200 GMD.